# Істочні-Мостар
Істочні-Мостар (серб. Општина Источни-Мостар) — боснійська громада, розташована в регіоні Требинє Республіки Сербської. Адміністративним центром є село Зімлє.